# Rie Azami
Rie Azami (薊 理絵 Azami Rie?), född 11 januari 1989, är en japansk fotbollsspelare som spelar för Chifure AS Elfen Saitama.
Rie Azami spelade 2 landskamper för det japanska landslaget.